# シャルル・カボレ
シャルル・カボレ（Charles Kabore、1988年2月9日 - ）は、ブルキナファソ出身のサッカー選手。ポジションはMF。

## 経歴
1988年、ブルキナファソのボボ・ディウラッソに生まれる。2003年からブルキナファソ国内のクラブのユースチームに所属。
2007年に当時フランス2部リーグ・リーグ・ドゥのFCリブルヌ・サン＝スーランと契約し、プロとしてのキャリアをスタートさせると、そのプレーぶりはチェルシーFCやアーセナルFC、FCバルセロナといったビッグクラブから注目を集めた。
2007年12月にオリンピック・マルセイユに移籍を果たす。
2013年1月、FCクバン・クラスノダールに移籍。
2015年8月25日、FCクラスノダールに期限付き移籍。2016年6月20日に完全移籍となった。
2019年7月17日、FCディナモ・モスクワに移籍。
2022年6月3日、シャモア・ニオールFCに移籍。

## 代表歴
- ブルキナファソ代表

## タイトル

### 個人
- アフリカネイションズカップ2017ベスト18